# Facansa
La Fábrica de Carrocerías Andres Nemer S.A. (también conocida por sus siglas FACANSA) fue una empresa Uruguaya, fabricante de carrocerías de autobuses. La misma tenía sede en la ciudad de Nueva Helvecia, en el departamento de Colonia, Uruguay. Fue activo desde 1960 a 1980.

## Actividad
Se caracterizó por la producción de carrocerías para la empresa COPSA, principalmente en chasis importados al país, entre ellos los Mercedes Benz OH 1313,

### Modelos
Entre los años setenta, ante la negativa del Ministerio de Transporte de otorgar permisos  para la importación de ómnibus carrozados de orígenes, como forma de fomento a la industria nacional, significó que las empresas debían importar los chasis para encarrozarlos en Uruguay.  Es por eso que durante los años setenta se concentró la mayor actividad de esta empresa, en la que fabrico varios modelos como:
- Facansa R
- Facansa RM4